# Gechi (řeka)
Gechi je řeka v Čečenské autonomní republice Ruské federace, pravostranný přítok řeky Sunžy.

## Geografie
Řeka Gechi pramení na severních svazích hory Jacebkort (2511 m n. m.) v okrese Galan-Čož, asi 10 km vzdušnou čarou směrem na jihovýchod od jeho stejnojmenného správního střediska. Zhruba 2,5 km jihozápadním směrem od pramenů Gechi leží starobylá pevnost Nikaroj. Na jihovýchodních svazích hory Jacebkort, ve vzdálenosti cca 4 km vzdušnou čarou od prameniště Gechi, pramení řeka Martan, další pravostranný přítok Sunžy, směřující k severu a posléze k severovýchodu prakticky souběžně s tokem řeky Gechi. Řeka Gechi je dlouhá 57 km, její povodí má plochu 332 km² .

## Ckarakteristika

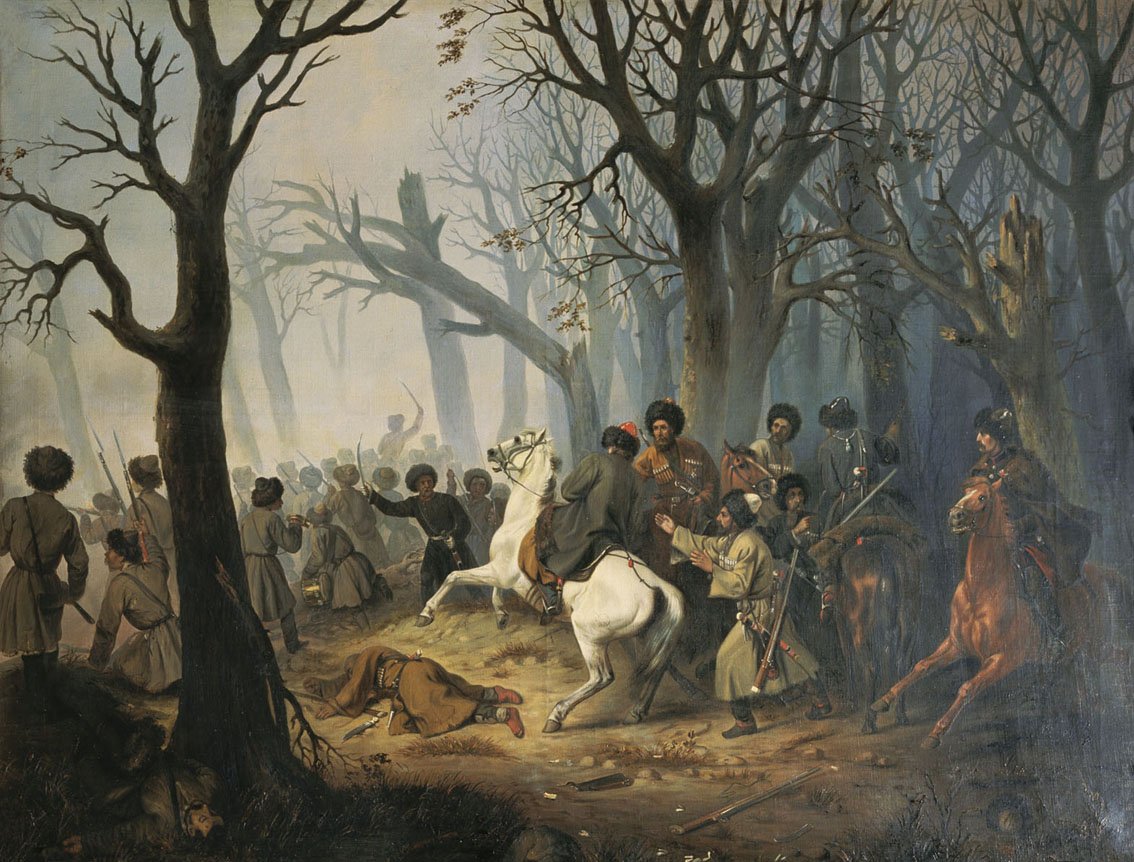
Střet ruských a čečenských sil na břehu řeky Gechi 10. 12. 1851. (Obraz malíře Alexandra Kozlova z 19. století).

Tok řeky Gechi směřuje zpočátku k severoseverozápadu, později pokračuje k severu středem historického území Našcha, v níž se nacházejí pozůstatky četných památek a opevněných sídel místních horalů, vysídlených do střední Asie během deportace čečenského národa v roce 1944. Ani po rehabilitaci Čečenců a příslušníků dalších podobně postižených kavkazských národů nebyla tato oblasti již nikdy znovu osídlena. Nedaleko pramenů řeky Gechi stával aul Chijlach (čečensky Х1ийлаха, rusky Хийлахой, Хийлах). V lokalitě, zvané Ačcha bov jsou zachovány ruiny původních obytných a obranných věží. Tento pevnostní komplex, sestávající z osmi obytných a obranných věží, není zaregistrován - stejně jako mnohé další památky v Čečensku - na ústředním seznamu objektů kulturního dědictví národů Ruské federace. Do roku 1999 byl stav tohoto stavebního komplexu vcelku uspokojivý, po ostřelování a bombardování území v období Druhé čečenské války z něj zůstaly trosky. Na území bývalé vsi Chijlach se nachází též řada kultovních míst a přírodních zajímavostí, například na svahu Kebasa jsou souběžné řady šikmo vztyčených kamenů, tvořících průchod na cestě do Kej-mechka. Na severním okraji někdejší vsi Chijlach se tyčí velká skála, odrážející ozvěnou zvuky a hlasy - odtud název Луъйн тIулг, tj. Mluvící kámen.
Gechi má řadu menších i větších přítoků. Na 44. kilometru od jejího ústí do Sunžy se do Gechi zleva vlévá 13 km dlouhá řeka Osuchi, která pramení na severních svazích hory Juker-Lam a protéká správním střediskem okresu Galan-Čož. V soutěsce, ležící v levobřežní oblasti Gechi před jejím soutokem s Osuchi, se v nadmořské výšce 955 metrů nachází 21 m hluboké jezero Gechi-Am. Naproti ústí Gechi leží na protějším levém břehu Sunži obec Alchan-Kala. V dolní částí na posledních kilometrech toku řeka Gechi výrazně meandruje. Mezi největší sídla v údolí řeky Gechi patří obce Gechi a Gechi-Ču.